# Jutta Schiller
Jutta Schiller (* 16. Dezember 1962 in Stuttgart) ist eine deutsche Politikerin (CDU).

## Leben
Schiller erwarb 1980 die Mittlere Reife in Göppingen. Danach absolvierte sie eine Ausbildung zur Bankkauffrau bei der Dresdner Bank in Stuttgart. Von 1983 bis 1997 war sie berufstätig. Berufsbegleitend belegte sie eine Aufstiegsfortbildung zur Bankfachwirtin an der Bankakademie Stuttgart.
Sie war kommunalpolitisch für die Junge Union und die CDU aktiv. Von 1997 bis 2013 war sie Leiterin des Göppinger Wahlkreisbüros von MdB Klaus Riegert. Von Januar 2014 bis April 2016 war sie als Nachrückerin für Dietrich Birk Mitglied des Landtages von Baden-Württemberg für den Landtagswahlkreis Göppingen.
Bei der Nominierung zur Kandidatur für die Landtagswahl 2016 unterlag sie Simon Weißenfels, dem Kreisvorsitzenden der Jungen Union, mit 70 zu 108 Stimmen.